# Giro del Belgio 2024
Il Giro del Belgio 2024, novantatreesima edizione della corsa e valido come evento dell'UCI ProSeries 2024 categoria 2.Pro, si svolse in cinque tappe dal 12 al 16 giugno 2024 su un percorso di 747,7 km, con partenza da Beringen e arrivo a Bruxelles, in Belgio. La vittoria fu appannaggio del norvegese Søren Wærenskjold, il quale completò il percorso in 16h27'19", precedendo il ceco Mathias Vacek e lo spagnolo Alex Aranburu.
Accreditati alla partenza 166 ciclisti, dei quali 136 completarono il giro.

## Tappe
| Tappa  | Data      | Percorso                                | km    | Vincitore di tappa | Leader cl. generale |
| ------ | --------- | --------------------------------------- | ----- | ------------------ | ------------------- |
| 1ª     | 12 giugno | Beringen > Beringen (cron. individuale) | 12    | Søren Wærenskjold  | Søren Wærenskjold   |
| 2ª     | 13 giugno | Merelbeke > Knokke-Heist                | 184,2 | Tim Merlier        | Søren Wærenskjold   |
| 3ª     | 14 giugno | Turnhout > Scherpenheuvel-Zichem        | 188,3 | Jasper Philipsen   | Søren Wærenskjold   |
| 4ª     | 15 giugno | Durbuy > Durbuy                         | 177   | Alex Aranburu      | Søren Wærenskjold   |
| 5ª     | 16 giugno | Bruxelles > Bruxelles                   | 186,2 | Tim Merlier        | Søren Wærenskjold   |
| Totale | Totale    | Totale                                  | 747,7 |                    |                     |

## Squadre e ciclisti partecipanti
| N.      | Cod. | Squadra                    |
| ------- | ---- | -------------------------- |
| 1-7     | ADC  | Alpecin-Deceuninck         |
| 11-17   | SOQ  | Soudal Quick-Step          |
| 21-27   | TVL  | Team Visma-Lease a Bike    |
| 31-37   | IWA  | Intermarché-Wanty          |
| 41-47   | LTK  | Lidl-Trek                  |
| 51-57   | ARK  | Arkéa-B&B Hotels           |
| 61-67   | DAT  | Decathlon AG2R La Mondiale |
| 71-77   | MOV  | Movistar Team              |
| 81-87   | DSM  | Team DSM-Firmenich PostNL  |
| 91-97   | TFB  | Team Flanders-Baloise      |
| 101-107 | BWB  | Bingoal WB                 |
| 111-117 | LTD  | Lotto Dstny                |

| N.      | Cod. | Squadra                    |
| ------- | ---- | -------------------------- |
| 121-127 | IPT  | Israel-Premier Tech        |
| 131-137 | TEN  | TotalEnergies              |
| 141-147 | UXM  | Uno-X Mobility             |
| 151-157 | TDT  | TDT-Unibet                 |
| 161-167 | TNN  | Team Novo Nordisk          |
| 171-177 | PTK  | Team Polti Kometa          |
| 181-187 | BTL  | Baloise-Trek Lions         |
| 191-197 | PSB  | Pauwels Sauzen-Bingoal     |
| 201-207 | BCY  | BEAT Cycling Club          |
| 211-217 | PWB  | Philippe Wagner-Bazin      |
| 221-227 | TIS  | Tarteletto-Isorex          |
| 231-237 | VWT  | VolkerWessels Cycling Team |

## Dettagli delle tappe

### 1ª tappa
- 12 giugno: Beringen > Beringen - Cronometro individuale - 12 km

Risultati
| Pos. | Corridore         | Squadra     | Tempo  |
| ---- | ----------------- | ----------- | ------ |
| 1    | Søren Wærenskjold | Uno-X       | 13'24" |
| 2    | Mathias Vacek     | Trek        | a 2"   |
| 3    | Rune Herregodts   | Intermarché | a 10"  |

| Pos. | Corridore         | Squadra     | Tempo  |
| ---- | ----------------- | ----------- | ------ |
| 1    | Søren Wærenskjold | Uno-X       | 13'24" |
| 2    | Mathias Vacek     | Lidl        | a 2"   |
| 3    | Rune Herregodts   | Intermarché | a 10"  |

### 2ª tappa
- 13 giugno: Merelbeke > Knokke-Heist - 184,2 km

Risultati
| Pos. | Corridore        | Squadra | Tempo    |
| ---- | ---------------- | ------- | -------- |
| 1    | Tim Merlier      | Soudal  | 3h59'22" |
| 2    | Jasper Philipsen | Alpecin | s.t.     |
| 3    | Olav Kooij       | Visma   | s.t.     |

| Pos. | Corridore         | Squadra     | Tempo    |
| ---- | ----------------- | ----------- | -------- |
| 1    | Søren Wærenskjold | Uno-X       | 4h12'43" |
| 2    | Mathias Vacek     | Lidl        | a 2"     |
| 3    | Rune Herregodts   | Intermarché | a 13"    |

### 3ª tappa
- 14 giugno: Turnhout > Scherpenheuvel-Zichem - 188,3 km

Risultati
| Pos. | Corridore        | Squadra     | Tempo    |
| ---- | ---------------- | ----------- | -------- |
| 1    | Jasper Philipsen | Alpecin     | 4h06'20" |
| 2    | Olav Kooij       | Visma       | s.t.     |
| 3    | Gerben Thijssen  | Intermarché | s.t.     |

| Pos. | Corridore         | Squadra     | Tempo    |
| ---- | ----------------- | ----------- | -------- |
| 1    | Søren Wærenskjold | Uno-X       | 8h18'54" |
| 2    | Mathias Vacek     | Lidl        | a 11"    |
| 3    | Rune Herregodts   | Intermarché | a 22"    |

### 4ª tappa
- 15 giugno: Durbuy > Durbuy - 177 km

Risultati
| Pos. | Corridore        | Squadra   | Tempo    |
| ---- | ---------------- | --------- | -------- |
| 1    | Alex Aranburu    | Movistar  | 4h14'26" |
| 2    | Pierre Gautherat | Decathlon | s.t.     |
| 3    | Jasper Philipsen | Alpecin   | a 3"     |

| Pos. | Corridore         | Squadra  | Tempo     |
| ---- | ----------------- | -------- | --------- |
| 1    | Søren Wærenskjold | Uno-X    | 12h33'32" |
| 2    | Mathias Vacek     | Lidl     | a 2"      |
| 3    | Alex Aranburu     | Movistar | a 6"      |

### 5ª tappa
- 16 giugno: Bruxelles > Bruxelles - 186,2 km

Risultati
| Pos. | Corridore        | Squadra | Tempo    |
| ---- | ---------------- | ------- | -------- |
| 1    | Tim Merlier      | Soudal  | 3h51'51" |
| 2    | Jasper Philipsen | Alpecin | s.t.     |
| 3    | Tom Van Asbroeck | Israel  | s.t.     |

| Pos. | Corridore         | Squadra  | Tempo     |
| ---- | ----------------- | -------- | --------- |
| 1    | Søren Wærenskjold | Uno-X    | 16h25'20" |
| 2    | Mathias Vacek     | Lidl     | a 4"      |
| 3    | Alex Aranburu     | Movistar | a 7"      |

## Evoluzione delle classifiche
| Tappa              | Vincitore          | Classifica generale Maglia blu | Classifica a punti Maglia rossa | Classifica combattività Maglia verde | Classifica a squadre |
| ------------------ | ------------------ | ------------------------------ | ------------------------------- | ------------------------------------ | -------------------- |
| 1ª                 | Søren Wærenskjold  | Søren Wærenskjold              | Søren Wærenskjold               | non assegnato                        | Lidl-Trek            |
| 2ª                 | Tim Merlier        | Søren Wærenskjold              | Søren Wærenskjold               | Lars Craps                           | Lidl-Trek            |
| 3ª                 | Jasper Philipsen   | Søren Wærenskjold              | Jasper Philipsen                | Lindsay De Vylder                    | Lidl-Trek            |
| 4ª                 | Alex Aranburu      | Søren Wærenskjold              | Jasper Philipsen                | Jago Willems                         | Movistar Team        |
| 5ª                 | Tim Merlier        | Søren Wærenskjold              | Jasper Philipsen                | Jago Willems                         | Movistar Team        |
| Classifiche finali | Classifiche finali | Søren Wærenskjold              | Jasper Philipsen                | Jago Willems                         | Movistar Team        |

Maglie indossate da altri ciclisti in caso di due o più maglie vinte
- Nella 2ª tappa Mathias Vacek ha indossato la maglia rossa al posto di Søren Wærenskjold.
- Nella 3ª tappa Tim Merlier ha indossato la maglia rossa al posto di Søren Wærenskjold.

## Classifiche finali

### Classifica generale - Maglia blu
| Pos. | Corridore          | Squadra   | Tempo     |
| ---- | ------------------ | --------- | --------- |
| 1    | S. Wærenskjold     | Uno-X     | 16h25'20" |
| 2    | Mathias Vacek      | Lidl      | a 4"      |
| 3    | Alex Aranburu      | Movistar  | a 7"      |
| 4    | Jasper Philipsen   | Alpecin   | a 17"     |
| 5    | Jasper Stuyven     | Lidl      | a 19"     |
| 6    | Kasper Asgreen     | Soudal    | a 24"     |
| 7    | Alec Segaert       | Lotto     | a 26"     |
| 8    | Damien Touzé       | Decathlon | a 28"     |
| 9    | Per Strand Hagenes | Visma     | s.t.      |
| 10   | Pier-André Côté    | Israel    | a 35"     |

### Classifica a punti - Maglia rossa
| Pos. | Corridore        | Squadra     | Punti |
| ---- | ---------------- | ----------- | ----- |
| 1    | Jasper Philipsen | Alpecin     | 102   |
| 2    | Tim Merlier      | Soudal      | 79    |
| 3    | Gerben Thijssen  | Intermarché | 48    |
| 4    | Olav Kooij       | Visma       | 47    |
| 5    | Lionel Taminiaux | Lotto       | 43    |

### Classifica combattività - Maglia verde
| Pos. | Corridore         | Squadra       | Punti |
| ---- | ----------------- | ------------- | ----- |
| 1    | Jago Willems      | VolkerWessels | 69    |
| 2    | Lindsay De Vylder | Flanders      | 68    |
| 3    | Lars Craps        | Flanders      | 32    |
| 4    | Stijn Appel       | BEAT          | 23    |
| 5    | Dries De Bondt    | Decathlon     | 20    |

### Classifica a squadre
| Pos. | Squadra                    | Tempo     |
| ---- | -------------------------- | --------- |
| 1    | Movistar Team              | 49h17'22" |
| 2    | Lidl-Trek                  | a 3"      |
| 3    | Lotto Dstny                | a 19"     |
| 4    | Decathlon AG2R La Mondiale | a 52"     |
| 5    | Israel-Premier Tech        | a 1'16"   |